# Dev Patel
Dev Patel (* 23. dubna 1990 Harrow, Londýn) je britský herec.

## Životopis
Jeho debutovou rolí byl teenager Anwar Kharral v prvních dvou řadách britského dramatického seriálu Skins. Roli ztvárnil, i když neměl žádné profesionální herecké zkušenosti. V roce 2008 přišla průlomová role Jamala Malika v dramatu Dannyho Boyla Milionář z chatrče, za niž byl nominován na cenu BAFTA v kategorii nejlepší mužský herecký výkon v hlavní roli.
Poté ztvárnil vedlejší role v romantické komedii Báječný hotel Marigold a v jejím pokračování s názvem Druhý báječný hotel Marigold, dále ve sci-fi Chappie a v dramatickém seriálu Newsroom z produkce HBO. V roce 2015 ztvárnil matematika Šrínivásu Rámanudžana v životopisném snímku Muž, který poznal nekonečno. O rok později si zahrál Saroo Brierlyho ve filmu Lion. Za tento film získal cenu BAFTA v kategorii nejlepší herec ve vedlejší roli a byl nominován na Oscara za nejlepší mužský herecký výkon ve vedlejší roli, čímž se stal druhým hercem indického původu, který získal nominaci na Oscara.

## Osobní život
V roce 2009 začal chodit se svou hereckou kolegyní z filmu Milionář z chatrče, Freidou Pinto. V prosinci 2014 se pár rozešel. V březnu 2017 bylo oznámeno, že Patel chodí s herečkou Tildou Cobham-Hervey, s níž se seznámil během natáčení snímku Hotel Mumbai.

## Filmografie

### Film
| Rok  | Název                                     | Role                 | Poznámky                  |
| ---- | ----------------------------------------- | -------------------- | ------------------------- |
| 2008 | Milionář z chatrče                        | Jamal Malik          |                           |
| 2010 | Poslední vládce větru                     | princ Zuko           |                           |
| 2011 | Báječný hotel Marigold                    | Sonny Kapoor         |                           |
| 2012 | About Cherry                              | Andrew               |                           |
| 2014 | OUTsideři                                 | Alex                 |                           |
| 2015 | Druhý báječný hotel Marigold              | Sonny Kapoor         |                           |
| 2015 | Chappie                                   | Deon Wilson          |                           |
| 2016 | Muž, který poznal nekonečno               | Šrínivása Rámanudžan |                           |
| 2016 | Vzpomínky jako kapky deště                | Toshio (hlas)        | dabing, v anglickém znění |
| 2016 | Lion                                      | Saroo Brierley       |                           |
| 2018 | Hotel Mumbai                              | Arjun                |                           |
| 2018 | Svatební host                             | Jay                  |                           |
| 2019 | The Personal History of David Copperfield | David Copperfield    |                           |
| 2019 | Kde je moje tělo?                         | Naofel (hlas)        | dabing, v anglickém znění |
| 2020 | Zelený rytíř                              | Gawain               |                           |

### Televize
| Rok       | Název         | Role            | Poznámky   |
| --------- | ------------- | --------------- | ---------- |
| 2007–2008 | Skins         | Anwar Kharral   | 18 dílů    |
| 2009      | Mister Eleven | číšník v hotelu | díl: „1.1“ |
| 2012–2014 | Newsroom      | Neal Sampat     | 22 dílů    |
| 2019      | Modern Love   | Joshua          | 2 díly     |

### Videohry
| Rok  | Název              | Role | Poznámky |
| ---- | ------------------ | ---- | -------- |
| 2010 | The Last Airbender | Zuko |          |